# Пан Шеньцзюнь
Пан Шеньцзюнь (4 вересня 1992) — китайський плавець.
Призер Кубку світу з плавання 2011 року.
Переможець Ігор Південно-Східної Азії 2013, 2015, 2017 років.
Призер Азійських ігор 2014 року.